# 5e bataillon de volontaires de l'Yonne
Le 5e bataillon de volontaires de l'Yonne, était une unité militaire de l’armée française créée sous la Révolution française.

## Création et différentes dénominations
Le 5e bataillon de volontaires de l'Yonne, est formé le 22 octobre 1792 à Paris, avec 7 compagnies levées dans les districts d'Auxerre, de Sens et de Tonnerre, et venues à Paris, auxquelles on adjoignit une compagnie formée par la section du Finistère de Paris .

## Historique des garnisons, combats et batailles

### 1792
Le 22 octobre 1792, le 5e bataillon de volontaires de l'Yonne, fort de 689 hommes est dispersé et casernés, dans Paris, à Babylone, au Collège Égalité, etc. Le conseil d'administration  se plaignit de cette situation à la Convention nationale :
« Paris le 9 novembre 1792, l'an Ier de la République ».

« Citoyen Président, le conseil d'administration du 5e bataillon du département de l'Yonne, arrivé à Paris le 22 septembre dernier, organisé du 21 octobre suivant, vous expose qu'il est caserné en six à sept casernes différentes, que cet éloignement met les chefs de bataillon hors d'état de pourvoir à la discipline et besoins des citoyens ; que les ennemis du bien public fermentent les esprits et forcent ces compagnies détachées à dire qu'ils ne sont venus que pour le camp de Paris et non ailleurs. Cependant, nous devons-vous avouer que nos braves camarades n'étaient pas de ce sentiment il y a huit jours et que nous sommes fondés à croire que des factieux cherchent à désorganiser le bataillon ».

« Nous vous invitons à prononcer sur notre sort si nous devons partir ou non, si nous pouvons être casernés incessamment, cette réunion opérera plus tôt notre entier équipement. Nous avons déjà fait des demandes d'armement et nous n'avons pu jusqu'à ce jour parvenir au complet. Donnez, nous vous en prions, des ordres pour qu'il nous soit délivré exactement les objets qui nous mettront à portée de repousser avec succès les ennemis de la République ».

« P.S. — Nous croyons devoir vous observer que déjà nous avons vu avec douleur plusieurs compagnies étrangères retourner dans leurs foyers ».
Le Comité des Pétitions conserva la réclamation jusqu'au 27 décembre date à laquelle il la renvoya au Comité de la Guerre, qui la fit venir au Ministre. Aussi la solution n'intervint que par l'ordre ministériel du 7 février 1793 qui prescrivit le départ de Paris pour Bruxelles.  

### 1793
Le bataillon quitte Paris le 18 février. On le trouve à Mons dès le 25 février. 
Affecté à l'armée de la Belgique, il se trouve à Namur le 22 mars et rentre en France avec l'armée en retraite. 
Le 10 avril le bataillon est au camp de Falise, et à partir du 7 mai il fait partie de la garnison même de Maubeuge. Investi dans Maubeuge le 29 septembre 1793, le bataillon coopéra à la défense de la place. L'état de siège levé le 19 octobre par suite des effets de la victoire de Wattignies, la garnison sortit de la place, et le 28 octobre le 5e bataillon de l'Yonne combat à Rousies pour dégager Maubeuge de l'emprise autrichienne.

### 1794
Maubeuge fut à nouveau, au printemps de 1794, menacée d'un siège. La ville était demeurée serrée de très près sur la rive gauche de la Sambre. Le 20 mai, la garnison fit une sortie sur Bettignies, accompagnée par les Représentants du peuple Laurent et Guyton-Morveau. Enfin, la victoire de Fleurus eut pour conséquence de faire évacuer le 27 juin toute la contrée par les troupes autrichiennes. 
Le 5e bataillon de l'Yonne quitta Maubeuge pour participer aux opérations de la reprise du Quesnoy sur les Coalisés. Il passa ensuite à l'armée de Sambre-et-Meuse. 
Il est employé au siège de Maëstricht, qui capitula le 4 novembre.

### 1795
Au mois d'avril 1795, il fait partie des divisions de l'armée de Sambre-et-Meuse envoyées pour renforcer le corps de troupes employé au siège de Luxembourg.
Il est ensuite appelé devant Mayence pour concourir aux opérations du siège.

### 1796
Le 1er ventôse an IV (20 février 1796), le 5e bataillon de l'Yonne est amalgamé avec les
- 94e demi-brigade de première formation (2e bataillon du 47e régiment d'infanterie (ci-devant Lorraine), 1er bataillon de volontaires de Saône-et-Loire et 1er bataillon de volontaires du Cher)
- Du 3e tiers du bataillon de Marat également appelé bataillon des Amis de l'honneur français

pour former la 2e demi-brigade de deuxième formation.